# Asuntos internos (episodio de Padre de familia)
«Internal Affairs» (titulado «Asuntos internos» en Hispanoamérica y España) es el episodio vigésimo tercero y final de temporada de la décima temporada de Padre de familia. Fue estrenado el 20 de mayo de 2012, junto con su episodio anterior, «Family Guy Viewer Mail 2». En este episodio, Peter y Quagmire animan a Joe tener una aventura de una noche con su nueva compañera atractiva para «estar a mano» con Bonnie por su infidelidad. Sin embargo, cuando se entera Bonnie pide el divorcio, Lois insiste en que Peter los haga volver juntos. Mientras tanto, Peter tiene otro encuentro con Ernie el pollo gigante, por lo que hacen otra pelea. El episodio es una secuela del episodio de la novena temporada de padre de familia «Foreign Affairs».
El episodio fue escrito por Wellesley Wild, y dirigido por Julius Wu. Tuvo la participación especial de Scott Grimes como Kevin Swanson, Anna Kendrick como Nora, Christine Lakin como Joyce Kinney, Rachael MacFarlane como la mujer y Patrick Stewart como Susie Swanson.

## Argumento
En la Almeja borracha, Peter y Quagmire ven una noticia de otro éxito de Joe con la policía. Tras felicitarlo, Joe les invita a una fiesta para celebrar su éxito. A raíz de la invitación, Peter comienza a retroceder en su coche, y golpea a un vehículo perteneciente a Ernie el pollo gigante, desencadenando otra pelea. Durante su lucha aterrizan en la máquina del tiempo de Stewie y se transfieren al viejo oeste y de vuelta.finalmente terminan en un laboratorio de investigación genética en el que se clonan dentro de una máquina de clonación, con la clonación se multiplican muchso clones matándose todos ellos excepto el verdadero Peter y Ernie el pollo gigante, y luego debido a una explosión son lanzadolos una estación espacial, posteriormente, son lanzados hacia el espacio exterior, para luego estrellarse de nuevo a la tierra en una plataforma petrolífera. Su lucha destruye la torre de perforación de petróleo y Peter ganó, Ernie el pollo gigante fue estrangulado, ahogado empalado y quemado (por los motores de cohete). la lucha terminó, pero, Ernie se muestra que continúa viviendo milagrosamente, presagiando una nueva pelea.
De vuelta a casa, Bonnie es la menos impresionada por los logros de Joe. En la fiesta, conoce a Nora quién lo besa. Joe se siente avergonzado y le dice que él no está interesado, pero los chicos le dicen que debe vengarse de Bonnie por su infidelidad. Al día siguiente, Nora intenta disculparse con Joe, pero termina por sentirse deprimido cuando Bonnie le llama preguntando por un hombre diferente llamado Joe, y fríamente cuelga el teléfono cuando se da cuenta de que ella llamó a su esposo en el trabajo por error. Joe entonces le propone a Nora salir juntos, y se dirige al baño para discapacitados, que como es el único que lo usa tiene cosas del ahí como un sofá, cuando Nora le pregunta que si traía protección, él contestó que no podía eyacular. Al día siguiente, Joe admite sentirse culpable, pero Bonnie escucha en el monitor de bebé de Susie, y revela que en realidad nunca lo engañó en Francia (aunque ella confiesa a una aventura en «Go Stewie Go»). Al entrar en una discusión acalorada en la fiesta de cumpleaños de su hijo Kevin, se señala algún defecto del otro, entonces ambos piensan en el divorcio.
De vuelta a casa, Lois está enojada con Peter por estimular a Joe a tener una aventura. Cuando Peter se encuentra a Joe en su casa, se recuerda el pasado con Peter acerca de cómo conoció a Bonnie durante una redada de la policía cuando ella era una estríper y que «Africa» de Toto se tocaba en el fondo. Inspirado, Peter propone recrear la reunión para estar juntos de nuevo. En la almeja Fuzzy, Peter hace una llamada a Joe, que se apresura para llegar y encontrarse con Bonnie (quién estaba con Lois como parte del plan de Peter) y «Africa» siendo interpretada en el fondo. Entonces se disculpan, Bonnie ofrece un baile erótico, pero Joe le da un lugar y el mismo le hace un baile, luego ella dice que será difícil perdonarlo pero lo hará a través del tiempo.

## Producción
El episodio fue escrito por Wellesley Wild, y dirigido por Julius Wu.
Además del reparto recurrente, los actores Scott Grimes, Anna Kendrick, Christine Lakin, Rachael MacFarlane y Patrick Stewart fueron invitados especiales en el episodio. Y el reparto recurrente de actores de voz Johnny Brennan, Ralph Garman, Jennifer Tilly junto con los escritores Danny Smith, Alec Sulkin, John Viener y Wellesley Wild.